# 조리돌림

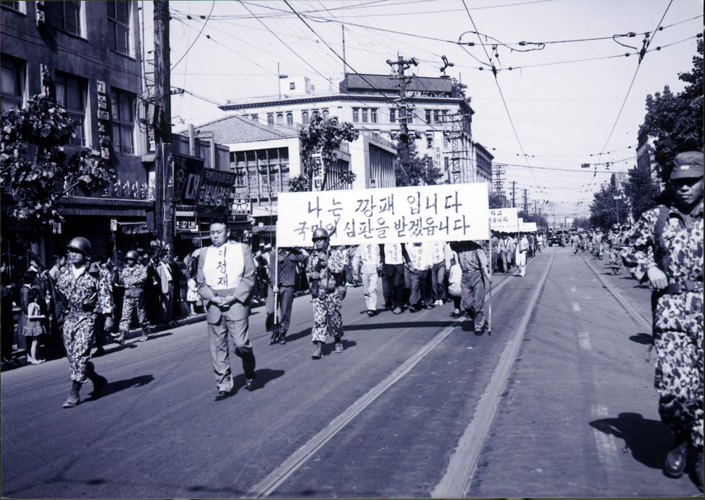
대한민국, 5.16 군사정변 이후 조리돌림 되는 이정재 외 폭력배들

조리돌림은 형벌의 일종으로서 육체적 체벌은 없지만 해당 죄인의 죄상을 아주 노골적으로 드러내서 죄인으로 하여금 수치심을 극대화시키기 위해 고의로 망신을 주는 행위이다.
주로 벌거벗기거나 해당범법자의 범법 내용을 적은 팻말을 목에 걸고 손, 발을 포박한 상태에서 길거리로 이리저리 끌고 다니면서 망신을 주는 행위이다.

## 현재 시행되고 있는 국가
- 대한민국 - 성범죄자 신상공개가 이에 해당된다.
- 중국 - 주로 매춘이나 기타의 경범죄를 저지른 범법자들에게 이 형벌이 행해지고 있다.
- 오스트레일리아 - 음주운전을 저지른 자에게 이 형벌에 처한다. 신문을 이용

## 역사적으로 유명한 조리돌림
- 대한민국에서는 1961년 5. 16 군사정변 직후 군인들이 이정재 등 자유당 시절의 정치 깡패들을 잡아들이고 "나는 깡패입니다, 국민의 심판을 받겠습니다"라는 현수막을 들고 다니며 가두행진을 시키게 하였다.
- 1945년 제 2차 세계대전이 끝나자 프랑스에서는 나치 독일에 협력한 비시 프랑스의 여자들을 삭발을 시켜서 조리돌림을 시켰다.
- 세키가하라 전투직후 도쿠가와 이에야스는 자신에게 반발하여 세키가하라 전투를 야기한 이시다 미츠나리, 모리 데루모토를 꼬드겨 자신과 싸우게 만든 안코쿠지 에케이, 천주교를 포기하지 않은 데다가 이시다 미츠나리의 편에 서서 자신을 공격한 고니시 유키나가를 로쿠조가와라에서 참수하기 직전까지 구타
- 올리버 크롬웰은 사망한 후 찰스 2세에 의해 머리가 꺼내지고 그 머리가 프랑스에 팔려간 뒤 프랑스에서 조리돌림 되었다.

## 같이 보기
- 치욕